# Léon Foucault
Jean Bernard Léon Foucault (Párizs, 1819. szeptember 18. – Párizs, 1868. február 11. ) francia fizikus. Leginkább a róla elnevezett ingáról híres, melynek segítségével a Föld tengely körüli forgása kimutatható volt. Jelentős még a fénysebesség meghatározására végzett munkássága is.

## Élete
Léon Foucault 1819. szeptember 18-án született Párizsban. Apja, Jean Léon Fortuné Foucault könyvkiadással foglalkozott. Széles körben elismert volt a francia történelemről szóló könyvsorozata. Apja megrendült egészsége miatt a család még Léon Foucault gyermekkorában Nantes-ba költözött, de ez sem segített apja állapotán, aki 1829-ben elhunyt. Ezután a család visszaköltözött Párizsba. Anyja a Collège Stanislas-ba íratta, de tanulási problémái miatt hamarosan magántanuló lett.
Már fiatal korában érdekelte a modern technika, mint például a gőzgép és a távíró. A tudomány iránti tehetségét látva anyja 1839-ben orvosi iskolába küldte fiát. Kezdetben kiváló tanulónak bizonyult és ígéretesnek tűnt orvosi előremenetele, de az első kórházi gyakorlat alkalmával a vér látványától rosszul lett és elájult. Kezdetben igyekezett felülkerekedni ezen a problémán, de be kellett látnia, hogy így esélytelen az orvosi pályára. Professzora, Alfred Donné ezért felajánlott tehetséges tanítványának egy asszisztensi állást. Ekkor érdeklődni kezdett Louis Daguerre fotózási eljárása iránt, és egy barátjával fejleszteni kezdte.

## Munkássága
A fényképezést Donné mikroszkópos munkáival összekapcsolva kidolgozta a mikroszkópos fotózás eljárását. Az eredményeit 1845-ben publikálta 80 mikroszkópos fényképpel.

### Együttműködése Fizeau-val
Az 1840-es évek második felében Hippolyte Fizeau-val  a fényt és a hőt tanulmányozták. Elsőként készítettek dagerrotípiát a Napról, és megállapították, hogy annak külső rétege gáz állapotú (François Arago, a Párizsi Obszervatórium akkori igazgatója fotometrikus észlelései alapján úgy vélte, hogy az folyékony).
1849-ben fogaskerekes tárcsákkal (Fizeau-módszer) megmérték a fény sebességét; eredményük 5%-kal tért el a ma helyesnek ismert értéktől. Ezzel egyúttal a Nap–Föld távolság értékét is sikerült pontosabban meghatározni. Idővel Foucault a tárcsákat forgótükrökkel helyettesítette, jelentősen csökkentve ezzel a berendezés helyigényét, amivel már nemcsak levegőben, de más átlátszó anyagokban (például vízben) is meg tudták mérni a fény sebességét. Az új módszerrel a pontossága is nőtt; a ma elfogadott értéktől vett eltérés végül (1862-re)  0,6%-nyira csökkent.
1851-ben (Fizeau-kísérlet) megállapították, hogy a fény a vízben lassabban halad, mint a levegőben.

### Önálló eredményei
Nevét a híres Foucault-féle ingakísérlet (1851) őrzi, amellyel földi kísérleti bizonyítékot szolgáltatott a Föld tengely körüli forgására. Ehhez egy 67 méter hosszú dróton lengő, 28 kilogramm tömegű, rézzel bevont ólomgömb mozgását elemezte a Panthéonban. Az ilyen „Foucault-inga” mindig ugyanabban a függőleges síkban leng, de ez a függőleges sík a forgó Földhöz viszonyítva lassan változik az inga földrajzi szélességétől függő mértékben és irányban. A kísérlet nagy nyilvánosságot kapott, 1851-ben Charles-Louis Napoléon Bonaparte köztársasági elnök is meglátogatta. Foucault 1855-ben ezért a munkájáért és egy hasonló, (az általa 1852-ben feltalált) giroszkópos kísérletéért megkapta a londoni Royal Society Copley-érmét, és a párizsi Császári Obszervatórium fizikus munkatársa lett.
Felfedezte az örvényáramokat (a „Foucault-áramokat”), amelyek erős mágneses térben mozgó vezetőben (pl. forgó rézkorongban) lépnek föl.
Tökéletesítette a tükrös távcsövet az üveg felületéhez ezüstréteget adva, amitől javult a képminőség és tartósabb lett a tükör; 1859-ben egyszerű, de rendkívül pontos módszert dolgozott ki a teleszkóptükrök felszíni hibáinak ellenőrzésére (Foucault-féle késélpróba).
1867 októberében Foucault keze zsibbadni kezdett, és rohamosan romlott az állapota, ami megakadályozta munkája folytatását. Nem ismert betegségének pontos oka. Egyes feltételezések szerint a munkája során alkalmazott veszélyes vegyszerek okozhattak megbetegedést, ugyanakkor nem kizárt, hogy apja betegségre való hajlamát örökölve gyors lefolyású sclerosis multiplex miatt hunyt el 1868. február 11-én. Testét a Montmartre-i temetőben helyezték örök nyugalomra.

## Díjak, elismerések
- 1850: a Francia Köztársaság Becsületrendjének lovagja
- 1855: Copley-érem
- 1862: a Francia Köztársaság Becsületrendjének tisztje
- 1864: a  Londoni Royal Society tagja
- 1865: a Francia Természettudományi Akadémia tagja

## Emlékezete

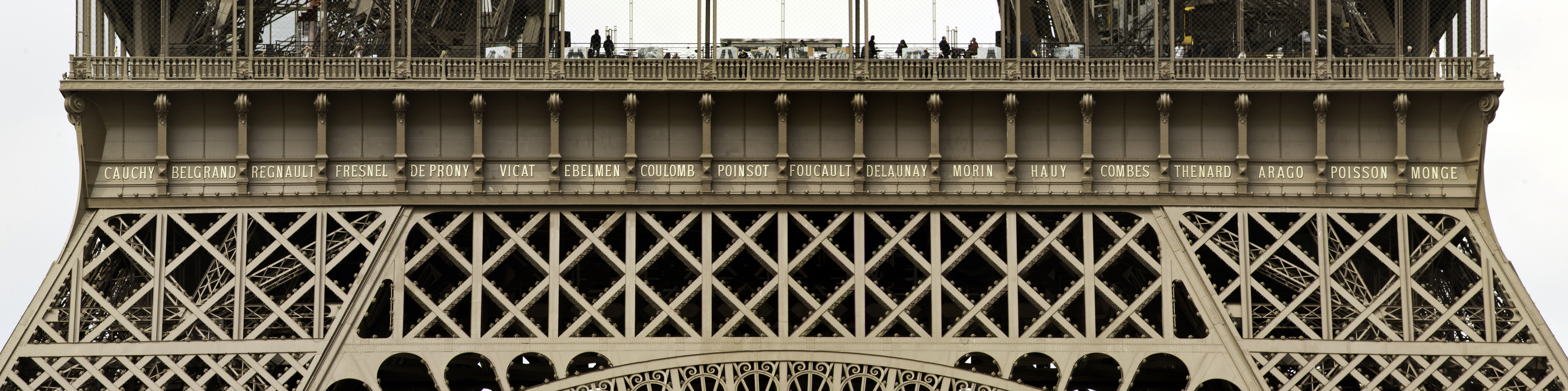
Neve az Eiffel-tornyon (balról a tizedik)

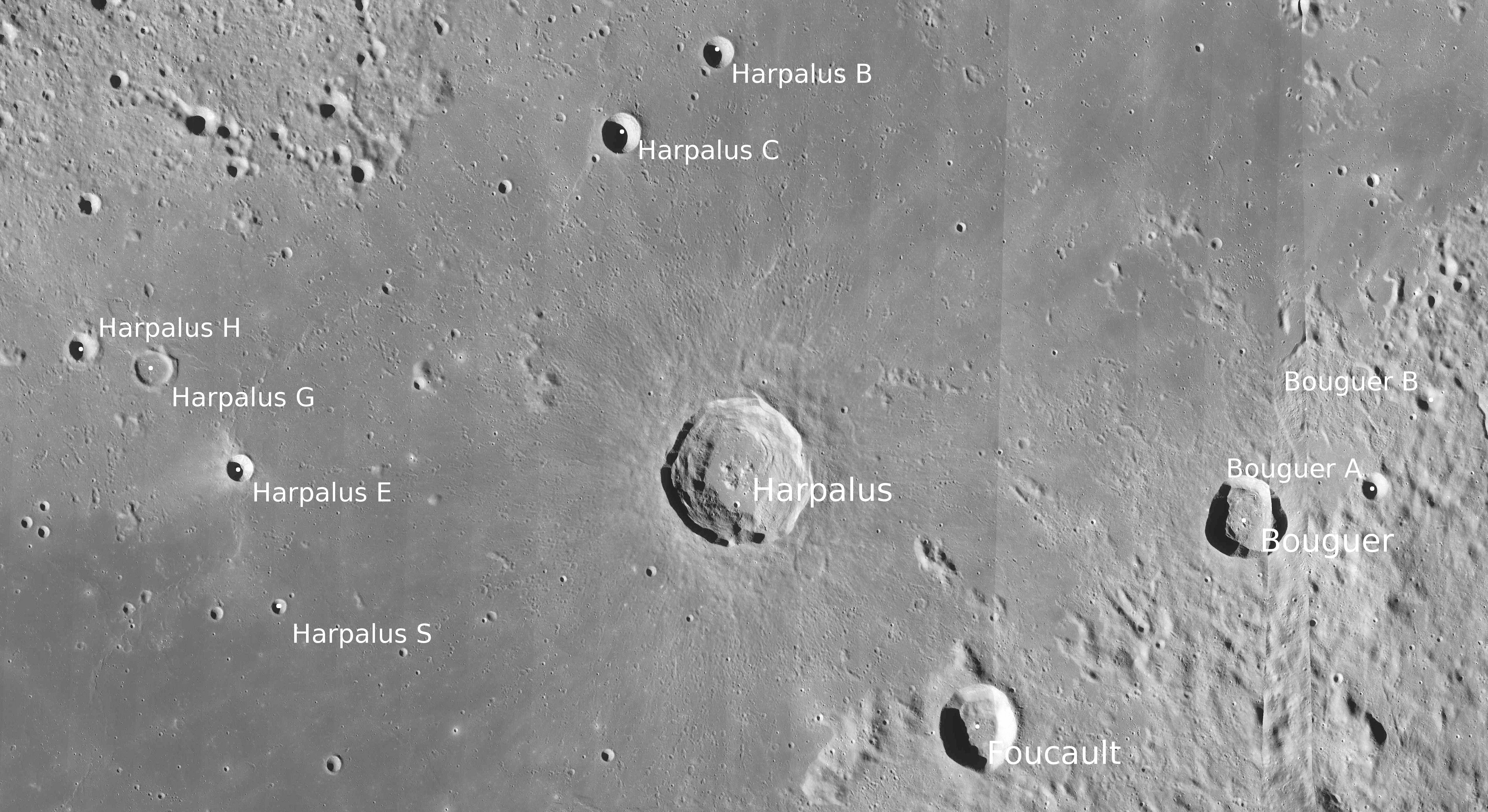
A Foucault-kráter a Holdon

Róla nevezték el az 5668 Foucault kisbolygót. Egyike annak a 72 embernek, akiknek a nevét feltüntették az Eiffel-tornyon.
2013. szeptember 18-án egy Google doodle emlékeztetett 194. születésnapjára.